# Praiojana
Praiojana (em sânscrito: prayojana), no vixenuísmo, denota a meta última ou o objetivo final de realização. Juntamente com sambanda e abideia, é um dos três conceitos fundamentais da teologia vixenuísta gaudia, na qual é usado para descrever o objetivo da vida humana - Prema, ou puro amor por Críxena.[carece de fontes?]